# Park Włókniarzy w Bielsku-Białej
Park Włókniarzy w Bielsku-Białej – park miejski znajdujący się w centrum Bielska-Białej, na historycznym Żywieckim Przedmieściu, pomiędzy ul. Partyzantów, 1 Maja, Leszczyńską i rzeką Białą. Powstał w 1899 r. jako Planty Blichowe (Blich to druga nazwa Żywieckiego Przedmieścia). Obecną nazwę nadano w okresie powojennym.

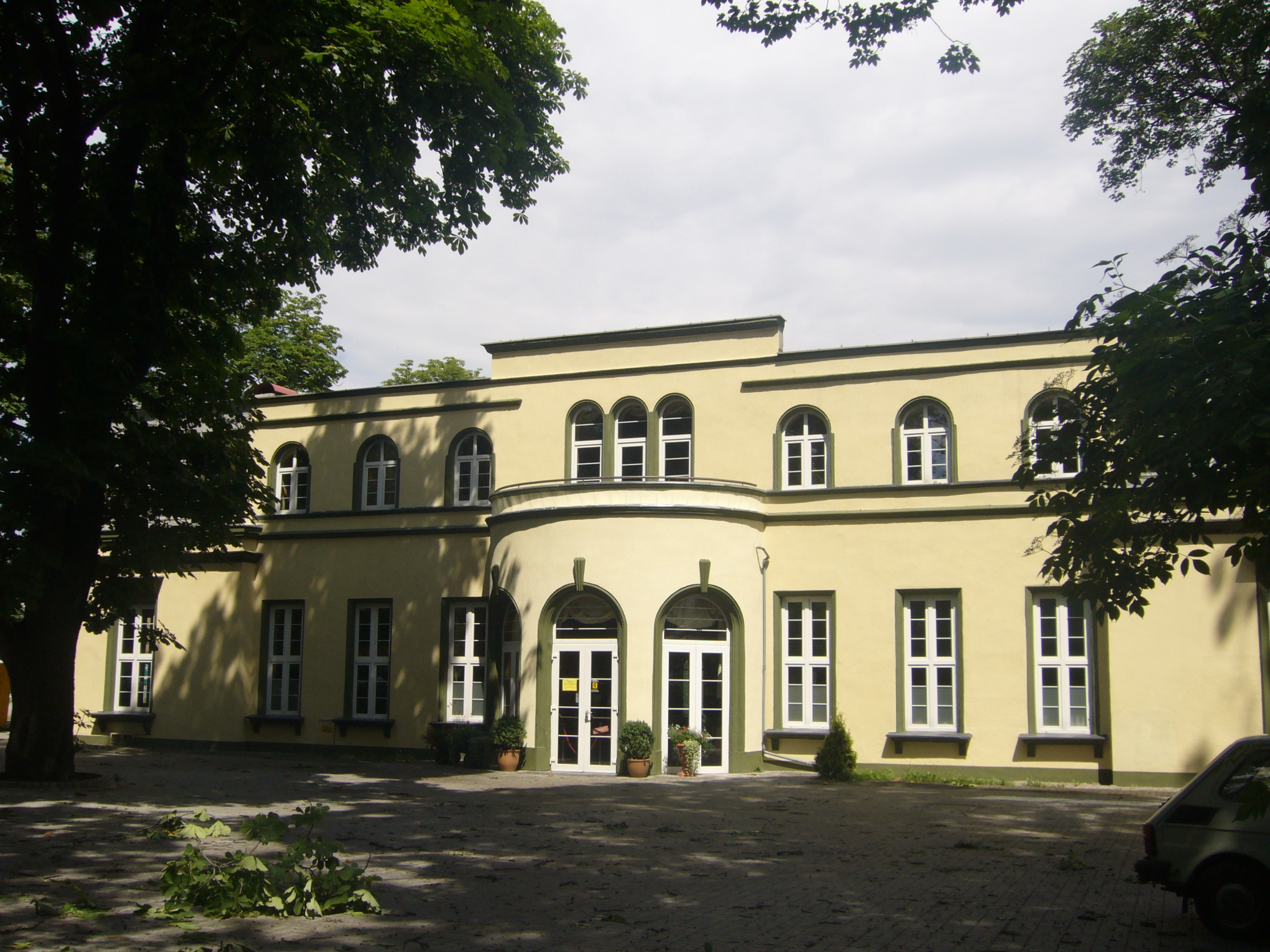
Pawilon sportowy

Północna część parku przechodzi w plac Adama Mickiewicza (przed 1939 r. noszący nazwę pl. Blichowy, a w latach PRL – pl. Obrońców Pokoju). Od II poł. XIX wieku aż po lata 70. XX wieku był miejscem, w którym odbywały się wiece, demonstracje i inne wydarzenia masowe. Do historii przeszła m.in. trzytysięczna demonstracja młodzieżowa w marcu 1968. W 1928 r. wzniesiony tu został pomnik Gabriela Narutowicza, pierwszego prezydenta II RP. Był to jedyny w Polsce pomnik tego polityka, mimo że nie miał on nic wspólnego z miastem, dlatego też jego budowę można uznać za demonstrację polskości w zdominowanym przez ludność niemiecką mieście. W roku 1939 został zburzony przez Niemców, a na jego miejscu stanął w 1961 r. pomnik Adama Mickiewicza (proj. R. Sroczyński 1955, wyk. A. Biłka 1955-1961).
W południowo-zachodniej części parku znajdują się korty tenisowe z pawilonem sportowym w formie pałacyku miejskiego powstałym w roku 1928 według projektu Alfreda Wiedermanna zastępując drewniany Pawilon Lodowy z 1894 r.. Na północ od kortów park od ulicy Partyzantów oddzielają dwa budynki z początków XX wieku, w których dziś mieszczą się: Powiatowy Urząd Pracy oraz Poradnia Chorób Płuc i Gruźlicy Specjalistycznego Zespołu Chorób Płuc i Gruźlicy w Bystrej.
Sam park jest obszarem cennym przyrodniczo ze względu na, mające status pomników przyrody, aleje kasztanowców zwyczajnych i platanów klonolistnych.